# راتينجية سيبيرية
الراتينجية السيبرية نوع شجري يتبع جنس الراتينجية من الفصيلة الصنوبرية.
موطنه سيبيريا.